# Дамбадаржайлин
Дамбадаржайлин (монг. Дамбадаржайлин; Дамбадаржаа; тиб. བསྟན་པ་དར་རྒྱས་གླིང, Вайли bstan pa dar rgyas gling — «Место процветания [буддийского] учения») — монастырь тибетской традиции, находящийся в районе Сухэ-Батор монгольской столицы Улан-Батора. Выступал в качестве усыпальницы Богдо-гэгэнов и на начало XX века был одним из крупнейших монастырей страны.

## История
Монастырь был заложен в 1764 году по указу императора Цяньлуна в память о Богдо-гэгэне II в 6 км к северу от Урги. В 1774 году его мощи были помещены в построенную на территории монастыря ступу, а в 1778 году здесь же были размещены мощи Богдо-гэгэна III. С этой поры Дамбадаржайлин, наряду с Амарбаясгалантом, приобрёл значение усыпальницы Богдо-гэгэнов; впоследствии в нём возведена ступа с останками Богдо-гэгэна VI.
В начале XX века в монастыре находился один соборный (цогчин) храм, 12 аймачных храмов, четыре дацана и 25 дуганов, при которых находилось порядка 1500 лам. В конце 1930-х монастырь был частично разрушен; полностью или частично уцелели лишь 11 зданий. В 1990 году силами Дашринчэна и других лам была восстановлена юрточная молельня бывшего Сэцэн-ханского аймака, и с этого времени в монастыре вновь начались службы.
Квадратный комплекс ступ в честь Будды, проспонсированный директором рынка «Нарантуул», был воздвигнут в 2003 на месте старого храма Шарилын-сумэ. Он окружён молитвенными барабанами и функционирует в качестве дугана под названием Ишбандэлин (тиб. ཡེ་ཤེས་ཕན་བདེ་གླིང, Вайли ye shes phan bde gling).

## Галерея

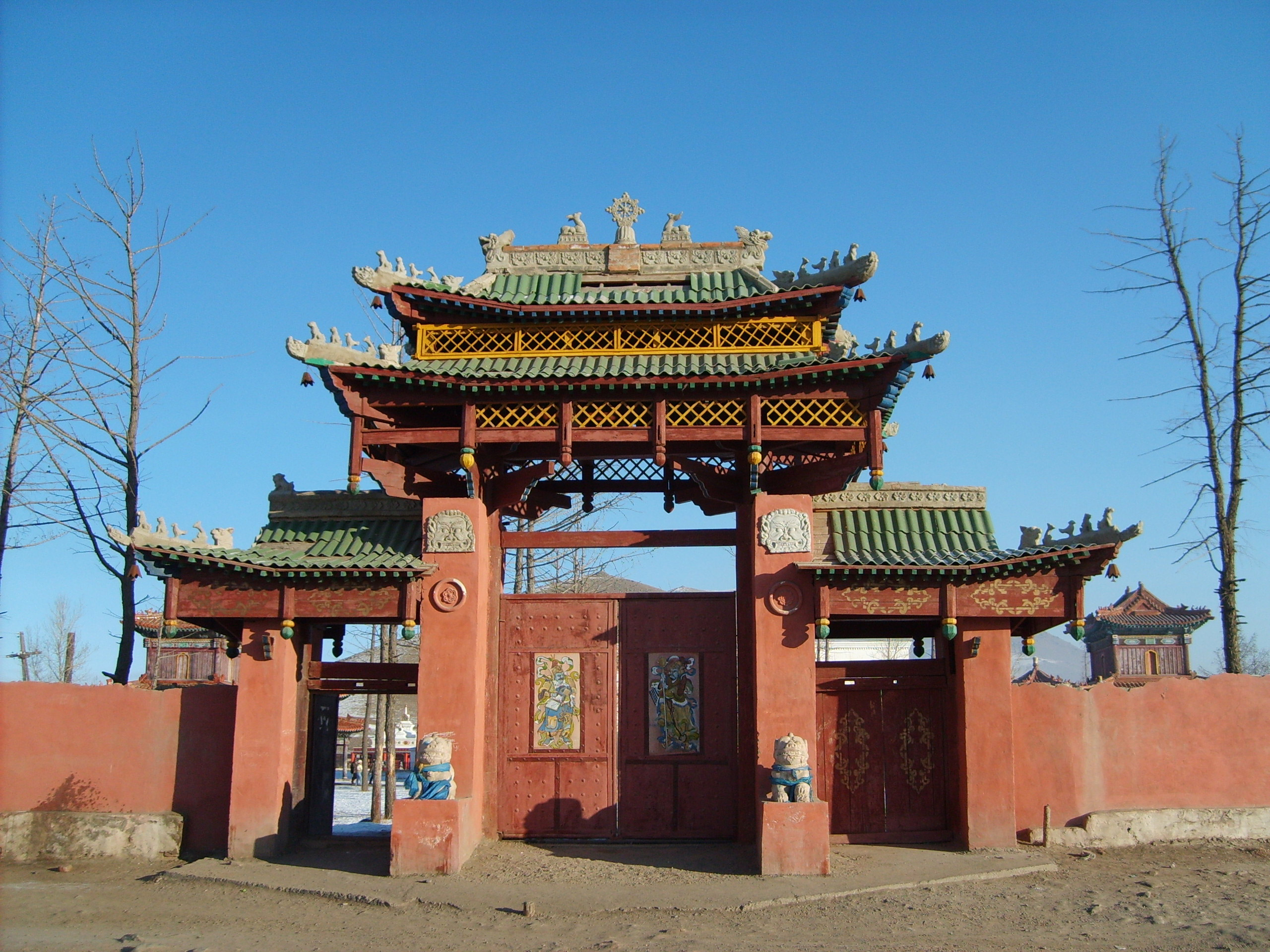
Монастырские ворота
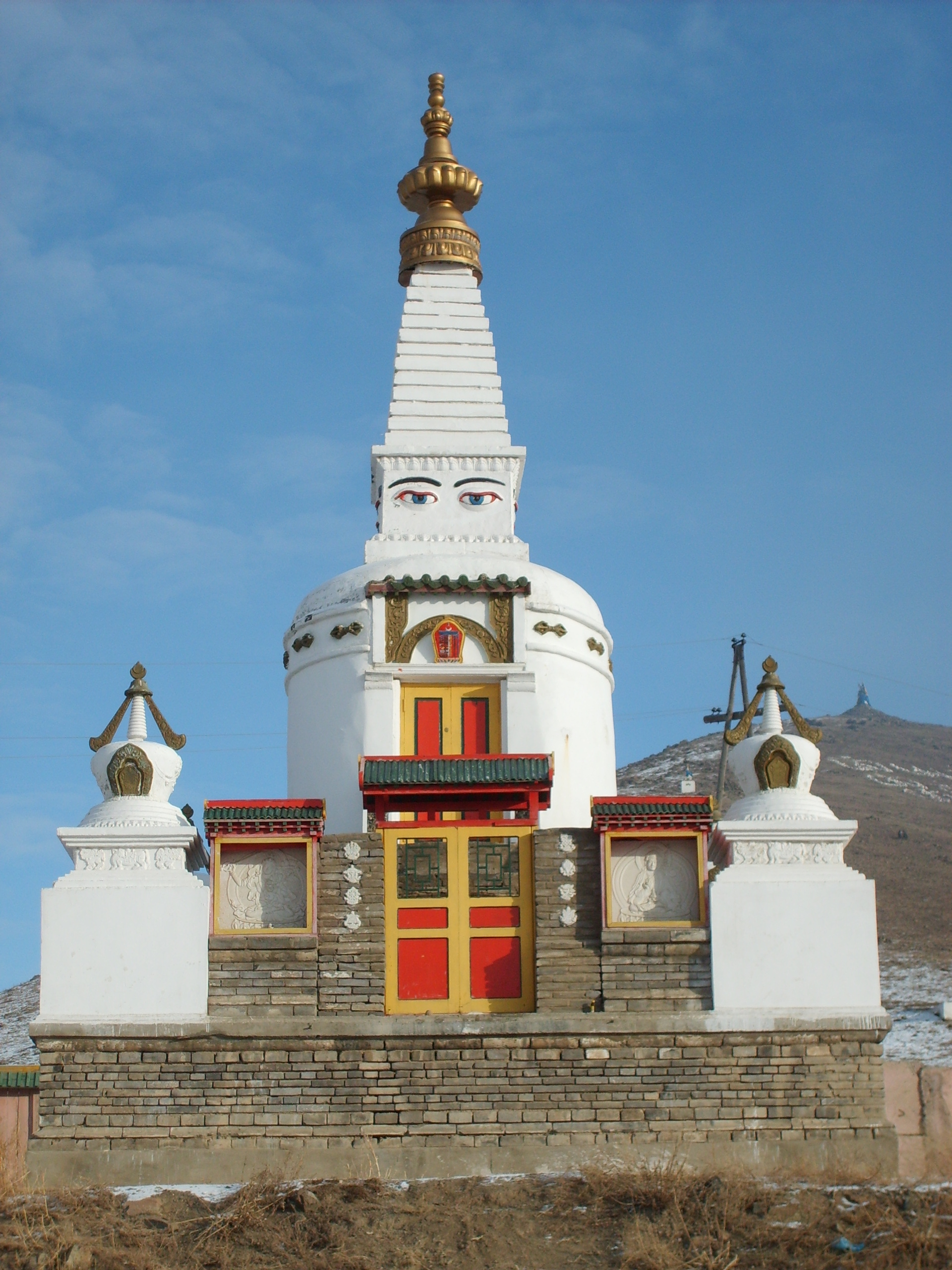
Ступа на территории монастыря
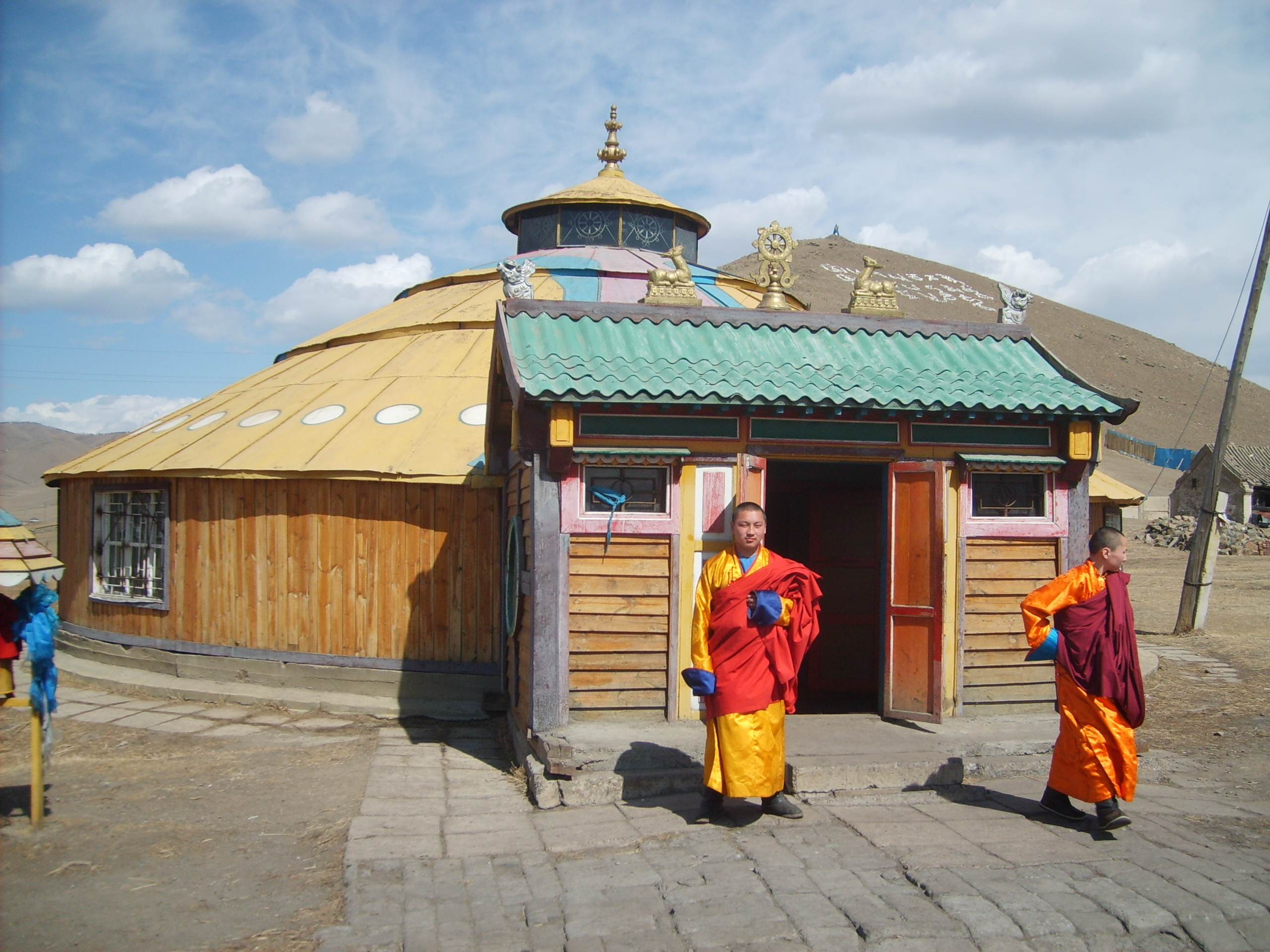
Юртообразный храм в монгольском стиле
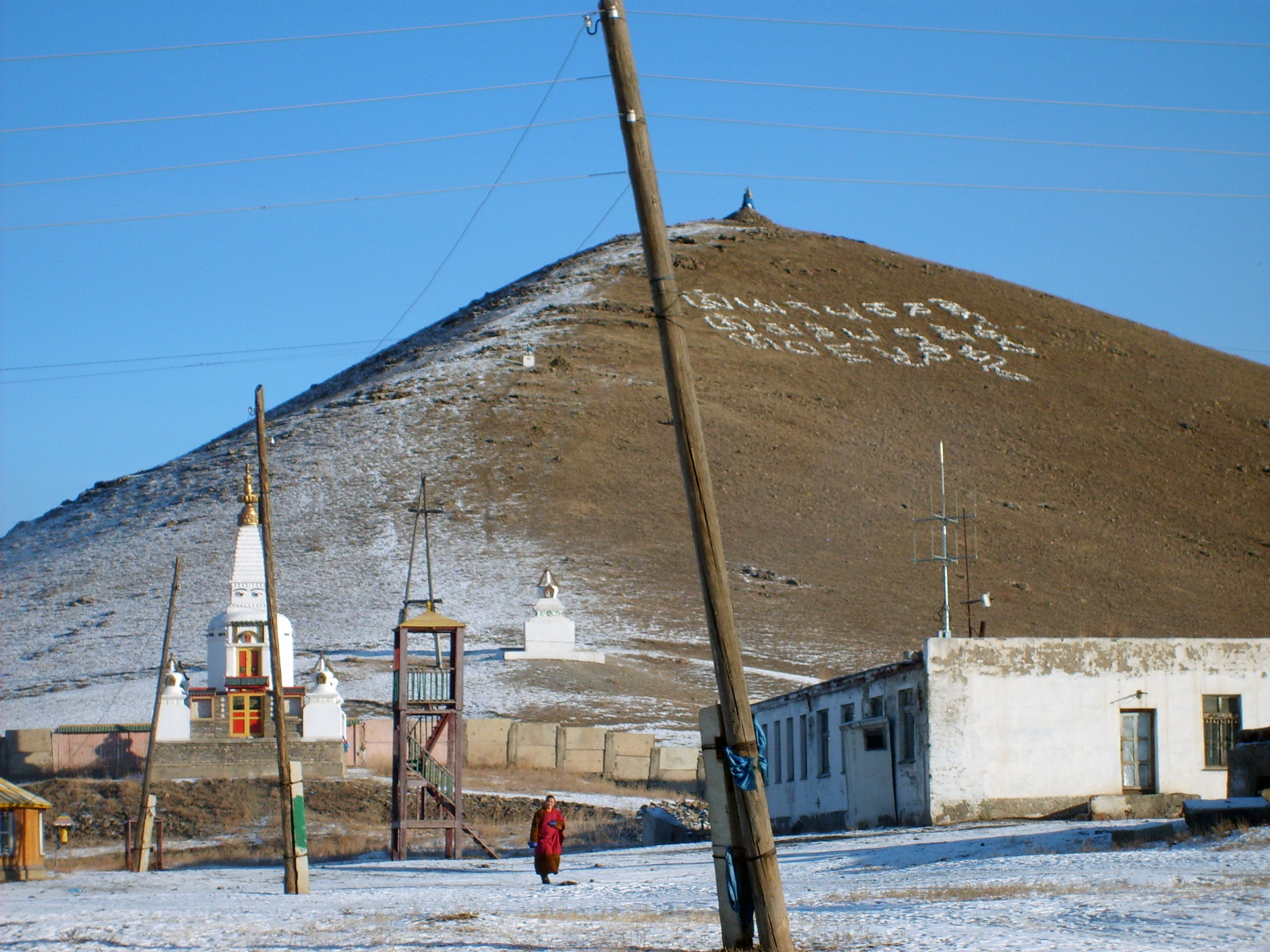
Окрестности монастыря